# بول كونشيسكي

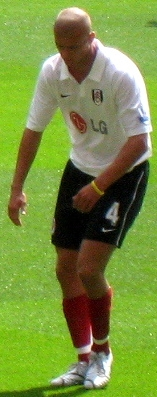
بول كونشيسكي

بول مارتن كونشيسكي، من مواليد 15 مايو 1981 في باركنغ في إنجلترا، لاعب كرة قدم إنجليزي.
بدأ مسيرته الكروية مع نادي تشارلتون أثلتك في عام 1999، ولعب معهم حتى عام 2005، وشارك معهم في 149 مباراة وسجل 5 أهداف، وفي عام 2003 أعير إلى نادي توتنهام هوتسبر، ولعب معهم 12 مباراة، ومنذ عام 2005 وهو يلعب مع نادي وست هام يونايتد. وفي صيف 2010 انتقل إلى نادي ليفربول الإنجليزي.
و قد بدأ باللعب مع منتخب إنجلترا لكرة القدم في عام 2003.

## روابط خارجية
- بول كونشيسكي على موقع الاتحاد الأوربي (الإنجليزية)
- بول كونشيسكي على موقع قاعدة بيانات كرة القدم.إي يو (الإنجليزية)
- بول كونشيسكي على موقع ناشيونال فوتبول تيمز (الإنجليزية)
- بول كونشيسكي على موقع Soccerbase.com (لاعب) (الإنجليزية)
- بول كونشيسكي على موقع Soccerway.com (الإنجليزية)
- بول كونشيسكي على موقع عالم كرة القدم.نت (الإنجليزية)
- بول كونشيسكي على موقع كووورة
- بول كونشيسكي على موقع AS.com (الإسبانية)